# La Almunia de Doña Godina
La Almunia de Doña Godina (aragónul L'Almunia de Donya Godina) település Spanyolországban,  Zaragoza tartományban. La Almunia de Doña Godina Alpartir, Alfamén, Almonacid de la Sierra, Morata de Jalón, Chodes, Ricla és Calatorao községekkel határos. Lakosainak száma 7937 fő (2024).

## Népesség
A település népessége az utóbbi években az alábbiak szerint változott:
| Lakosok száma | 5875 | 6480 | 7170 | 7911 | 7792 | 7836 | 7660 | 7951 | 7943 | 7937 |
|               | 2001 | 2004 | 2007 | 2009 | 2012 | 2014 | 2017 | 2019 | 2022 | 2024 |